# Bernhard Kletter
Bernhard Kletter (* 15. Februar 1957 in Krems an der Donau; † 13. Mai 2021 in Bisamberg) war ein österreichischer Meteorologe und Fernsehmoderator. Er war der Sohn von Leopold Kletter, der 1980 die Wetterredaktion des ORF gründete.

## Ausbildung und Karriere
Bernhard Kletter studierte Meteorologie und Astronomie in Wien und war nebenbei als Reiseleiter tätig. 
Seinen Grundwehrdienst absolvierte er an der Wetterwarte in Langenlebarn, bereits zu dieser Zeit arbeitete er als freier Mitarbeiter bei der ORF-Wetterredaktion. Nach einigen Monaten als Assistent am Institut für Meteorologie der Universität für Bodenkultur wechselte Kletter 1984 in die ORF-Wetterredaktion, die er von 1995 bis 2007 leitete.
Neben der Gestaltung und Moderation zahlreicher ZIB-Wetterberichte wirkte Kletter bei mehreren ORF-Wetterreformen mit und entwickelte das Teletext- und TW1-Wetter. Am 28. Februar 2014 hatte er mit der Moderation des Wetterberichts in der Zeit im Bild 1 seinen letzten Fernsehauftritt vor seiner Pensionierung mit 57 Jahren.

## Privates
Kletter war Mitglied der katholischen Studentenverbindung KaV Norica Wien im Österreichischen Cartellverband. 

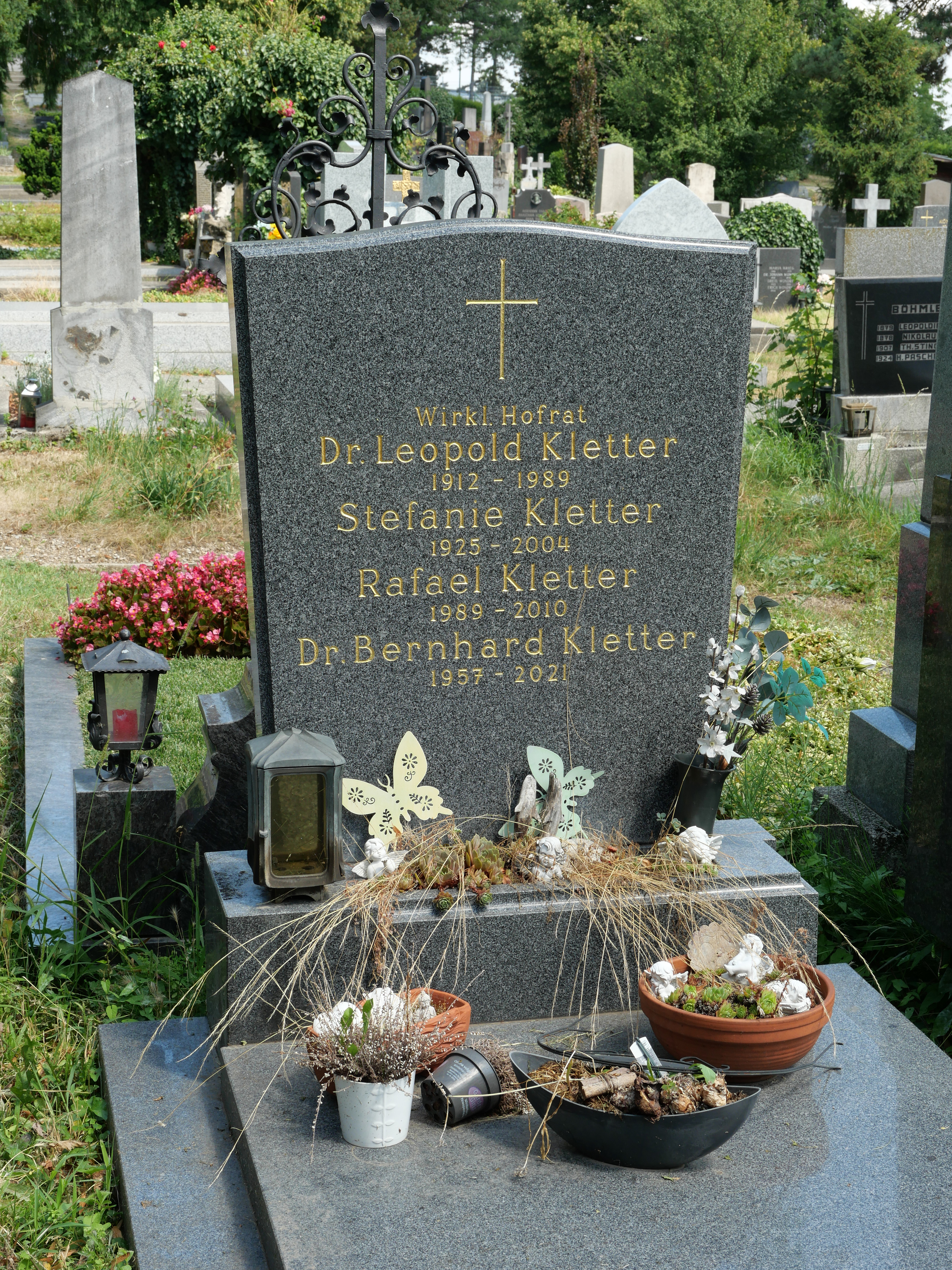
Grab am Grinzinger Friedhof

Kletter lebte zuletzt in Bisamberg in Niederösterreich und starb im Mai 2021 im Alter von 64 Jahren.
Er wurde am Grinzinger Friedhof bestattet.